# Armée de Louisiane occidentale
L'armée de Louisiane occidentale est un sous-ensemble de l'armée des États confédérés pendant la guerre de Sécession. Elle a combattu lors de toutes les batailles majeures pendant la campagne du major général de l'Union Nathaniel P. Banks pour capturer Port Hudson, en Louisiane. Pour la plus grande partie de son activation, elle a été sous le commandement du major général Richard Taylor. Sans doute, son principal exploit est la victoire en avril 1864 lors de la bataille de Mansfield.
Le 17 juin 1864, le major général John G. Walker remplace le général Taylor au commandement de l'armée de Louisiane occidentale, lorsque Taylor est promu lieutenant général et affecté à l'armée du Tennessee plus grande. En septembre et octobre 1864, l'infanterie de l'armée de Louisiane occidentale mène campagne dans le sud de l'Arkansas. L'armée se rend avec l'ensemble des troupes du tréâtre du Trans-Mississippi le 26 mai 1865.

## Composition
District de Louisiane occidentale - Avril 1863
Major général Richard Taylor
- Mouton's Brigade - Brig. Gen. Jean Jacques Alfred Alexander Mouton
  - 18th Louisiana Infantry Regiment - Colonel Armand
  - 28th Louisiana Infantry Regiment - Colonel Henry Gray
  - 24th Louisiana Infantry Regiment (Crescent Regiment) - Colonel Bosworth
  - 10th Louisiana Infantry Bataillon (Yellow Jacket Bataillon) - Lieutenant Colonel Fournet
  - 12th Louisiana Infantry Bataillon (Clack's Bataillon / Confederate Guard Response Bataillon)
  - Pelican Battery - Captain Faries
  - Cornay's Battery - Lieutenant Gordy
  - Semmes' Battery - Lieutenant Barnes
- Sibley's Brigade - Brigadier général Henry Hopkins Sibley
  - 4th Texas Cavalry Regiment - Colonel James Reily
  - 5th Texas Cavalry Regiment - Colonel Thomas Green
  - 7th Texas Cavalry Regiment - Colonel Arthur Bagby
  - 13th Texas Cavalry Bataillon (Waller's Bataillon)
  - Valverde Battery - Captain Sayer
- Unattached
  - 2nd Louisiana Cavalery Regiment - Colonel Vincent

Armée de Louisiane occidentale de Taylor - Mars 1864
Major général Richard Taylor
Mouton's Brigade
Brigadier général Alfred Mouton
18th Louisiana
28th Louisiana
Consolidated Crescent Regiment
Gross Tete (Louisiana) Flying Artillery
Valverde (Texas) Artillery
Polignac's Brigade
Brigadier général. Camille Armand Jules Marie, Prince de Polignac
15th Texas
17th Texas Consolidated
22nd Texas Cavalry (dismounted)
31st Texas Cavalry (dismounted)
34th Texas Cavalry (dismounted)
Cavalry
Brigadier général Thomas Green
Lane's Brigade
Brigadier général Walter P. Lane
1st Texas Partisan Rangers
2nd Texas Partisan Rangers
2nd Regiment, Arizona Brigade
3rd Regiment, Arizona Brigade
Arizona Scouts (company)
McMahan's (Texas) Artillery
Bagby's Brigade
Brigadier général Arthur P. Bagby
4th Texas Cavalry
5th Texas Cavalry
7th Texas Cavalry
13th Texas Cavalry Battalion
McAnnelly's Scouts (company)
Moseley's (Texas) Artillery